# Виланд, Арнольд
Арнольд Отмар Виланд (нем. Arnold Othmar Wieland, родился 1 августа 1940 в Риттене, Южный Тироль, Италия) — немецкий теолог, с 1988 по 2000 год великий магистр Тевтонского ордена.

## Биография
5 октября 1959 года после окончания средней школы Отмар вступил в Тевтонский орден и получил новое имя — Арнольд. 6 октября 1960 года становится братом ордена, начал изучение богословия и 28 июня 1966 вступил в сан священника. В 1969 году получил докторскую степень в университете Инсбрука. Его докторская работа была посвящена Иустину Философу. Пребывал в Южном Тироле. 29 августа 1988 года, когда был избран великим магистром Тевтонского ордена. 30 октября 1988 года получил от епископа Бриксена Вильгельма Эггера сан аббата. 29 октября 1994 года он был переизбран на эту должность.
На Генеральном Капитуле ордена в 2000 году он уже не имел права переизбираться и потерял право облачаться в магистерские одеяния. В настоящее время остаётся рядовым членом ордена. Через несколько лет после оставления поста вернулся из Вены (резиденции великих магистров) в Южный Тироль. Преподаёт в Свободном университете Больцано.
С 1997 года является почётным членом K.A.V. Capitolina Rom.